# Xã Iowa, Quận Crawford, Iowa
Xã Iowa (tiếng Anh: Iowa Township) là một xã thuộc quận Crawford, tiểu bang Iowa, Hoa Kỳ. Năm 2010, dân số của xã này là 274 người.